# Новомосковський район (1923—2020)
Новомоско́вський райо́н — колишній район України, що був розташований на півночі Дніпропетровської області. Районний центр — місто Новомосковськ. До складу району входили 1 міська, 4 селищні та 14 сільських рад, які об'єднували 58 населених пунктів. Населення на 1 лютого 2012 року становило 74 532 осіб.

## Географія
Площа району понад Межує з Харківською областю, Юр'ївським, Павлоградським, Синельниківським, Дніпровським та Магдалинівським районами.
199 тис. га, межі тягнуться на 263 км. Новомосковщина багата на ліс (23,5 га), водне дзеркало покриває понад 7 тис. га.
Територією району протікають річки Самара, Самарчук, Оріль, Кільчень, Багата, Татарка, Підпільна та ін. На півночі проходить 30 км каналу «Дніпро — Донбас», а на заході — канал Фрунзенської зрошувальної системи.
Район багатий на корисні копалини. Освоєно Багатське газоконденсатне родовище, розвідані великі запаси коксівного вугілля, нафти.

## Історія
Новомосковський район був створений у 1923 році. За останні чотири десятиріччя його межі кілька разів змінювались. У нинішніх територіальних межах Новомосковський район існував з 1962 року.
У 2000 році селищу міського типу Перещепине надано статус міста районного підпорядкування.
27 квітня 2022 року була демонтована стелу «Новомосковський район», що позначала старі кордони району.

## Адміністративний устрій
Район адміністративно-територіально поділяється на 1 міську раду, 4 селищні ради та 14 сільських рад, які об'єднують 58 населених пунктів та підпорядковані Новомосковській районній раді. Адміністративний центр — місто Новомосковськ, яке має статус міста обласного значення, тому не входить до складу району.

### Поселення
| Поселення       | 1886 рік | 1989 рік | 2001 рік |
| --------------- | -------- | -------- | -------- |
| 10000-19999     |          |          |          |
| Перещепине      | 3760     | 12600    | 10150    |
| 5000-9999       |          |          |          |
| Губиниха        | 2734     | 6500     | 5971     |
| Гвардійське     | —        | 3800     | 5199     |
| 2000-4999       |          |          |          |
| Орлівщина       | 1984     | 5600     | 4730     |
| Меліоративне    | —        | 5200     | 4519     |
| Знаменівка      | 4022     | 5200     | 4410     |
| Піщанка         | 2210     | 4800     | 4228     |
| Черкаське       | —        | 3700     | 4046     |
| Голубівка       | 2004     | 2900     | 3836     |
| Миколаївка      | 5108     | 4400     | 3324     |
| Спаське         | 2412     | 3300     | 3145     |
| 1000-1999       |          |          |          |
| Вільне          | 1466     | 3100     | 1994     |
| Попасне         | 1055     |          | 1345     |
| Михайлівка      |          |          | 1130     |
| 500-999         |          |          |          |
| Миролюбівка     |          | 950      | 995      |
| Панасівка       |          |          | 991      |
| Новоселівка     | 1052     |          | 968      |
| Мар'янівка      |          | 830      | 914      |
| Василівка       | 1281     |          | 856      |
| Хащеве          |          | 1200     | 852      |
| Хуторо-Губиниха |          |          | 790      |
| Багате          |          |          | 662      |
| Керносівка      |          |          | 620      |
| Новотроїцьке    |          |          | 617      |
| Королівка       |          | 480      | 611      |
| Всесвятське     |          |          | 602      |
| Козирщина       |          | 640      | 542      |
| Левенцівка      |          |          | 517      |
| Новостепанівка  |          | 560      | 504      |

## Населення
Розподіл населення за віком та статтю (2001)
| Стать | Всього | До 15 років | 15-24 | 25-44  | 45-64  | 65-85 | Понад 85 |
| --- | ------ | ----------- | ----- | ------ | ------ | ----- | -------- |
| Чоловіки | 35 535 | 7163        | 5934  | 10 578 | 8507   | 3222  | 131      |
| Жінки | 40 291 | 6790        | 4943  | 10 826 | 10 435 | 6540  | 757      |
| \| Статево-вікова піраміда \| Статево-вікова піраміда \| Статево-вікова піраміда \| \| ----------------------- \| ----------------------- \| ----------------------- \| \| Чоловіки \| Вік \| Жінки \| \| 131 \| 85 + \| 757 \| \| 200 \| 80-84 \| 879 \| \| 568 \| 75-79 \| 1786 \| \| 1250 \| 70-74 \| 2208 \| \| 1204 \| 65-69 \| 1667 \| \| 2462 \| 60-64 \| 3426 \| \| 1426 \| 55-59 \| 1720 \| \| 2242 \| 50-54 \| 2618 \| \| 2377 \| 45-49 \| 2671 \| \| 2768 \| 40-44 \| 2914 \| \| 2641 \| 35-39 \| 2727 \| \| 2493 \| 30-34 \| 2476 \| \| 2676 \| 25-29 \| 2709 \| \| 2763 \| 20-24 \| 2433 \| \| 3171 \| 15-20 \| 2510 \| \| 3051 \| 10-14 \| 2903 \| \| 2358 \| 5-9 \| 2232 \| \| 1754 \| 0-4 \| 1655 \| |        |             |       |        |        |       |          |
| Статево-вікова піраміда |        |             |       |        |        |       |          |
| Чоловіки | Вік    | Жінки       |       |        |        |       |          |
| 131 | 85 +   | 757         |       |        |        |       |          |
| 200 | 80-84  | 879         |       |        |        |       |          |
| 568 | 75-79  | 1786        |       |        |        |       |          |
| 1250 | 70-74  | 2208        |       |        |        |       |          |
| 1204 | 65-69  | 1667        |       |        |        |       |          |
| 2462 | 60-64  | 3426        |       |        |        |       |          |
| 1426 | 55-59  | 1720        |       |        |        |       |          |
| 2242 | 50-54  | 2618        |       |        |        |       |          |
| 2377 | 45-49  | 2671        |       |        |        |       |          |
| 2768 | 40-44  | 2914        |       |        |        |       |          |
| 2641 | 35-39  | 2727        |       |        |        |       |          |
| 2493 | 30-34  | 2476        |       |        |        |       |          |
| 2676 | 25-29  | 2709        |       |        |        |       |          |
| 2763 | 20-24  | 2433        |       |        |        |       |          |
| 3171 | 15-20  | 2510        |       |        |        |       |          |
| 3051 | 10-14  | 2903        |       |        |        |       |          |
| 2358 | 5-9    | 2232        |       |        |        |       |          |
| 1754 | 0-4    | 1655        |       |        |        |       |          |

За даними Головного управління статистики в Дніпропетровській області кількість населення в районі на 1 лютого 2011 року становила 74 545 осіб.

## Економіка
На території району налічується 35 сільськогосподарських підприємств і 300 фермерських господарств, 6 промислових підприємств, які виробляють металоконструкції, збірний залізобетон, займаються виробництвом цукру, мінеральної води та безалкогольних напоїв, плодоовочевих консервів та соків, виробляють трикотажну продукцію. Серед них — відкрите акціонерне товариство «Губиниський цукровий завод», акціонерне товариство закритого типу «Новомосковський завод мінводи», відкрите акціонерне товариство «Новомосковський завод залізобетонних виробів».
Сільськогосподарські угіддя займають 147,6 тис. га, із них під пасовищами — майже 19 тис., а під сінокосами — 3,2 тис. га.

## Транспорт
Новомосковський район фактично є східними воротами Дніпропетровської області перед важливими переправами через Дніпро в однойменному місті. Район перетинає низка важливих транспортних коридорів, серед них із заходу на схід E50М04, із півночі на південь E105М18, М29, Т 0402, Т 0410, Т 0412, Т 0413, Т 0422 та Т 0425.
Район перетинають дві залізничні лінії із півночі на південь Новомосковськ-Дніпровський — Красноград та зі сходу на захід Новомосковськ-Дніпровський — Павлоград I. У районі чотири залізничні станції: Губиниха, Кільчень, Орлівщина та Перещепине.
Зупинні пункти: 134 км, 137 км, 140 км, 156 км, 159 км, 159 км, 160 км, 162 км, 168 км та Вільне.

## Соціальна сфера

### Освіта
У районі функціонують 19 дошкільних навчальних закладів, в яких здобувають дошкільну освіту 1067 дітей.
Протягом І кварталу 2006 року в районі забезпечено функціонування 42 загальноосвітньої школи (мережа шкіл збережена), де здобувають середню освіту 9542 учня.
У районі функціонує вечірня школа із заочною формою навчання, в якій одержують загальну середню освіту 266 учнів.

### Культура
Важливою складовою розвитку культурного середовища в районі є народна художня творчість, клубна, бібліотечна і музейна справи. Мережа клубних закладів району — одна з найбільших в області. Вона нараховує 31 Будинок культури, що проводять численні масово-культурні заходи. Бібліотечна система налічує 39 бібліотек, районну дитячу школу мистецтв з 4 філіями, 2 музеї. У селі Спаське створено історико-краєзнавчий музей, в залах якого експонуються картини відомих дніпропетровських художників та копії знаменитих російських художників.
Гордістю району є 13 народних і 7 зразкових колективів (народний гурт троїстих музик «Хлопці з Голубівки», самодіяльний народний гурт «Музиченки», зразковий ансамбль бального танцю «Престиж», зразковий ансамбль народного співу «Пролісок»,народний жіночий вокальний ансамбль "Михайляночка").
У селі Орлівщина Новомосковського району відреставровано Храм Покрова Божої Матері, збудований ще козацькою громадою, відроджується монастир. Зареєстрована, як громадська організація, Самарська паланка товариства українського козацтва.

### Охорона здоров'я
В районі працюють 158 лікарів, 434 особи середнього медичного персоналу. З загальної кількості медичних працівників пройшли курси підвищення кваліфікації 36 чоловік, лікарів — 10 чоловік, середніх медичних працівників — 26 чоловік.
Ліжковий фонд лікарняних закладів становить 59,6 на 10 тис. населення. Кількість лікувально-профілактичних закладів в районі становить 49 одиниць, в тому числі 6 лікарень, районна стоматологічна поліклініка, лікарських амбулаторій — 20, в тому числі 8 на засадах загальної практики сімейної медицини, фельдшерсько-акушерських пунктів — 22. В районі функціонує 3 жіночі консультації, одне відділення швидкої медичної допомоги.

## Туризм
Район став здравницею всієї Дніпропетровської області. За рішенням уряду села Орлівщина і Новотроїцьке визнані курортними зонами. На території району розташовано 119 туристичних баз відпочинку, дитячих оздоровчих таборів. Для збереження природи в районі створено заказники й заповідники — ландшафтні, ботанічні, геологічні, що охороняються законом. У Новомосковську знову відкрився Троїцький собор, збудований ще козацькою громадою, відроджується монастир, у селах збудовано 15 храмів.

## Політика
25 травня 2014 року відбулися Президентські вибори України, у районі було створено 55 виборчих дільниць. Явка на виборах склала 51,00 % (загалом проголосували 29 108 із 57 074 виборців). Найбільшу кількість голосів отримав Петро Порошенко — 39,23 % (11 419 виборців); Сергій Тігіпко — 13,02 % (3 791 виборців), Анатолій Гриценко — 7,96 % (2 317 виборців), Олег Ляшко — 7,04 % (2 048 виборців), Юлія Тимошенко — 6,96 % (2 026 виборців), Михайло Добкін — 6,91 % (2 010 виборців). Кількість недійсних або зіпсованих бюлетенів склала 2,27 %.

## Персоналії
- Вуйчицький Анатолій Станіславович (*1936) — директор товариства «Агрофірма „Дружба“». Герой України.